# Alfonso Falero
Alfonso Falero Folgoso (Granada, 1959) es un niponólogo español, experto en la historia del Pensamiento japonés, la religión Shintō y el período antiguo de Japón.

## Biografía intelectual
Licenciado en Filosofía por la Universidad de Granada. Viajó a Japón, donde, realizando las más variadas actividades, permaneció dos años y medio. Tras retornar brevemente a Europa, cuando se encontraba en la fase de preparación de su tesis doctoral, volvió a Japón y durante siete años y medio estudió primero japonés en la Universidad de Estudios Extranjeros de Ōsaka （大阪外国語大学) y, con posterioridad, Pensamiento Japonés en la Universidad Kokugakuin de Tōkyō（國學院大學), una de las instituciones especializadas en estudios Clásicos Japoneses más prestigiosas del país. En este último centro, mediante una tesis redactada en lengua japonesa (El concepto de pecado ("tsumi") en el pensamiento cristiano y el Shintō; estudio comparativo) obtuvo el título de doctor en Estudios Shintō, convirtiéndose de esta manera en el primer investigador extranjero que alcanza este grado dentro de esa especialidad en dicha universidad. Fue su tutor y director de tesis Kenji Ueda (上田賢治), el mayor especialista en estudios de teología Shintō durante aquellos años.
En España, Alfonso Falero ha sido fundador y coordinador académico de la nueva Sección de Estudios Japoneses de la Facultad de Filología de la Universidad de Salamanca, uno de los cuatro centros españoles que imparten tal especialidad. Ha sido introductor de la comparatística japonesa en lengua española.

## Campos de Investigación
Alfonso Falero, profesor de Historia del Pensamiento Japonés en la Facultad de Filología de la Universidad de Salamanca, ejerce como investigador japonólogo o niponólogo en tres áreas fundamentales:
1. Pensamiento de Japón desde la perspectiva de historia universal del pensamiento.
2. Historia del Shinto desde la perspectiva de una historia universal de las religiones.
3. Historia de la estética literaria de Japón, con la perspectiva de historia universal de la literatura y el pensamiento estético.

Actualmente es primera autoridad en el campo de la investigación sobre la Religión Shintō en el mundo hispano-hablante y, en general, un destacado miembro de su generación en el ámbito de los Estudios de pensamiento Japonés.

## Obras principales
- Aproximación a la literatura clásica japonesa, Salamanca, Amarú Ediciones, 2014.
- Aproximación al shintoísmo, Salamanca, Amarú Ediciones, 2007.[3]
- Aproximación a la cultura japonesa, Salamanca, Amarú Ediciones, 2006.[4]
- Coedición de Séptimo centenario de los estudios orientales en Salamanca, Ediciones Universidad de Salamanca, 2012.
- Edición y traducción de Iki y fūryū: Ensayos de estética y hermenéutica, Valencia, Alfons el Magnànim, 2007.